# Ricardo Aldo Barreto Cairo
Ricardo Aldo Barreto Cairo (ur. 24 maja 1964 w Panamie) – wenezuelski duchowny katolicki, biskup Valle de la Pascua od 2024.

## Życiorys
15 sierpnia 1998 otrzymał święcenia kapłańskie i został inkardynowany do diecezji La Guaira. Był m.in. diecezjalnym penitencjarzem, wychowawcą i rektorem seminarium w La Guaira oraz przewodniczącym stowarzyszenia wenezuelskich seminariów.
17 września 2019 papież Franciszek mianował go biskupem pomocniczym archidiecezji Caracas, ze stolicą tytularną Badiae. Sakry udzielił mu 23 listopada 2019 kardynał Baltazar Porras.
11 stycznia 2024 został mianowany biskupem diecezji Valle de la Pascua.